# Wurd Becomes Flesh
Wurd Becomes Flesh — це поетичний мініальбом, який складається із 4-х композицій у виконанні гурту Otep. Придбати альбом можна було лише під час концертного туру гурту 2005 року — Mouth of Madness.

## Список треків
| #  | Назва                  | Тривалість |
| -- | ---------------------- | ---------- |
| 1. | «Adrenochrome Dreams»  | 6:22       |
| 2. | «Signals»              | 3:45       |
| 3. | «Exothermic Oxidation» | 8:30       |
| 4. | «Wurd Becomes Flesh»   | 15:45      |

## Учасники
- Отеп Шамая